# Prêmio Bolyai
O Prêmio Bolyai (em inglês:  International Bolyai János Prize of Mathematics) é um prêmio internacional de matemática criado pela Academia de Ciências da Hungria. O prêmio é concedido a cada cinco anos para matemáticos que publicaram sua monografia descrevendo seu próprio trabalho com novos resultados altamente significativos nos últimos 10 anos.

## Laureados
- 1905 –  Henri Poincaré
- 1910 –  David Hilbert
- 2000 –  Saharon Shelah[2]
- 2005 –   Mikhael Gromov
- 2010 –   Yuri Manin[3]
- 2015 –  Barry Simon[4]
- 2020 -  Terence Tao[5]